# Bún thang
 (juin 2018).
Si vous disposez d'ouvrages ou d'articles de référence ou si vous connaissez des sites web de qualité traitant du thème abordé ici, merci de compléter l'article en donnant les références utiles à sa vérifiabilité et en les liant à la section « Notes et références ».
Le bún thang est une spécialité traditionnelle de Hà Nội. C'est une soupe de vermicelle de riz garnie, typiquement préparée au Nord. C'est un mets de connaisseur, rarement trouvé au Centre et au Sud,.
Elle était traditionnellement servie le troisième jour après le Nouvel An vietnamien (Têt).

## Définition
Selon le livre Sàigòn, chuyện đời của phố (tome III, p. 256) de l'écrivain Phạm Công Luận, bún thang ou thanh cuốn est un plat préparé au troisième jour de Tết pour le culte du retour des ancêtres aux cieux. Thang en chinois est le nom de la soupe qui est homophone de thang, une échelle pour grimper et cuốn (rouleau de giấm bỏng) est une marche de l'échelle. De plus on fait plusieurs de rouleaux en plus il y a des marches pour les ancêtres de grimper ou monter plus vite aux cieux.[pas clair]. 

## Préparation

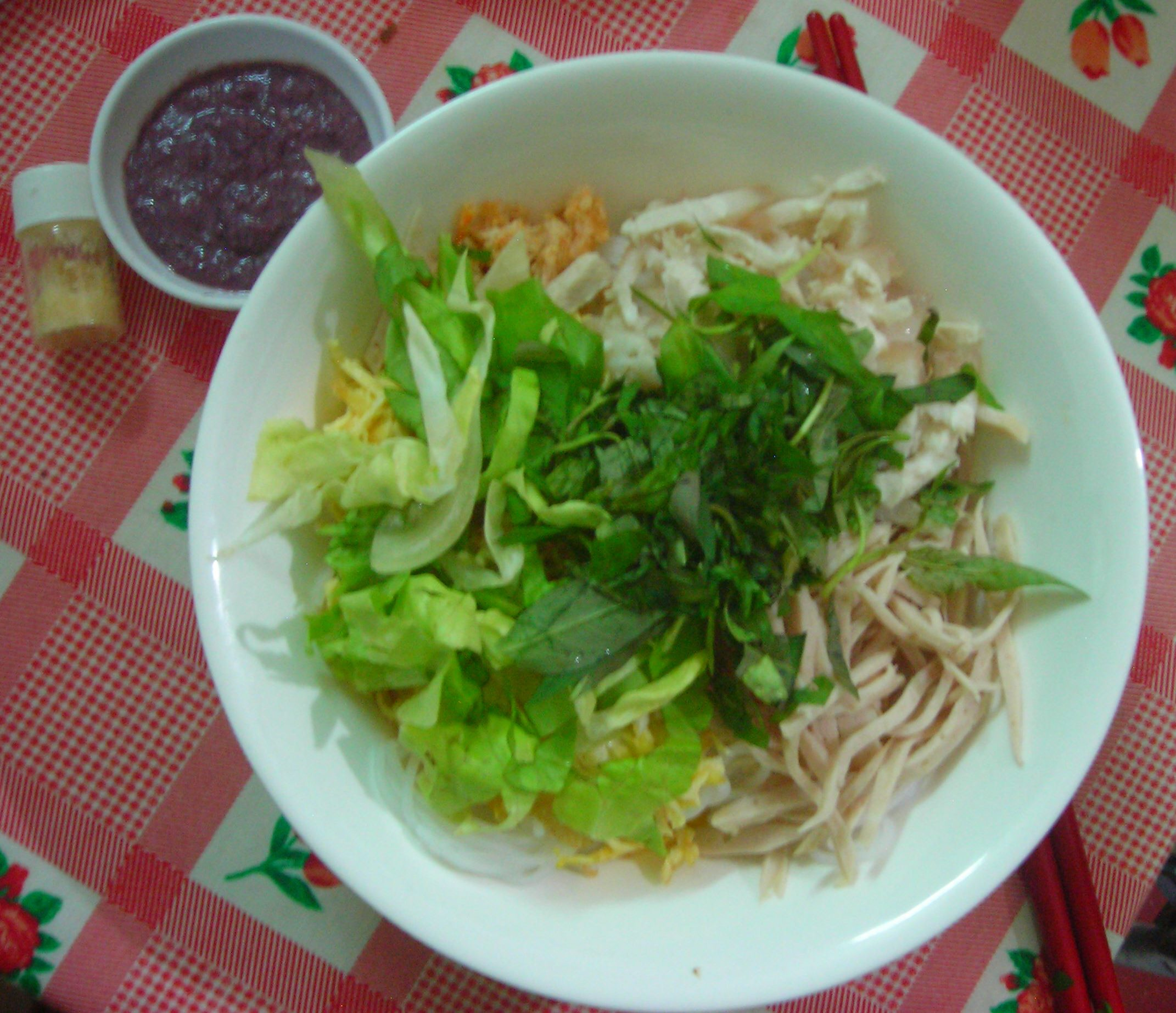
Bún thang, mắm tôm et cà cuống.

On prépare d'abord un bouillon de poulet et de viande de porc lardé, assaisonné de ciboules, et de navets coupés en petits morceaux. On présente ensuite dans un plat des tranches de viande de porc lardé cuite, du chả lụa, des lanières d'œufs brouillés et du rousong de crevette, à côté d'une assiette de rau răm et de laitue émincés.
Le bún thang est servi dans un bol de soupe (en vietnamien : tô) avec du vermicelle de riz et un peu de garniture et décoré d'un peu de rau răm et de laitue. À la fin, on verse une louche de bouillon chaud dans le bol de bún thang sans oublier d'ajouter une cuillère de café de pâte de crevette typique tonkinoise (mắm tôm) et une goutte d'essence de « scorpion d'eau » (cà cuống), ingrédient indispensable et cher. On accompagne le bún thang de condiment de radis mariné et de rouleaux de vinaigre de riz aigres-doux, sucrés, mélangés avec des cacahuètes et du porc cuit et haché (cuốn dấm bỏng).